# Amazilis amazilia
Amazilis amazilia là một loài chim trong họ Trochilidae.

## Hình ảnh

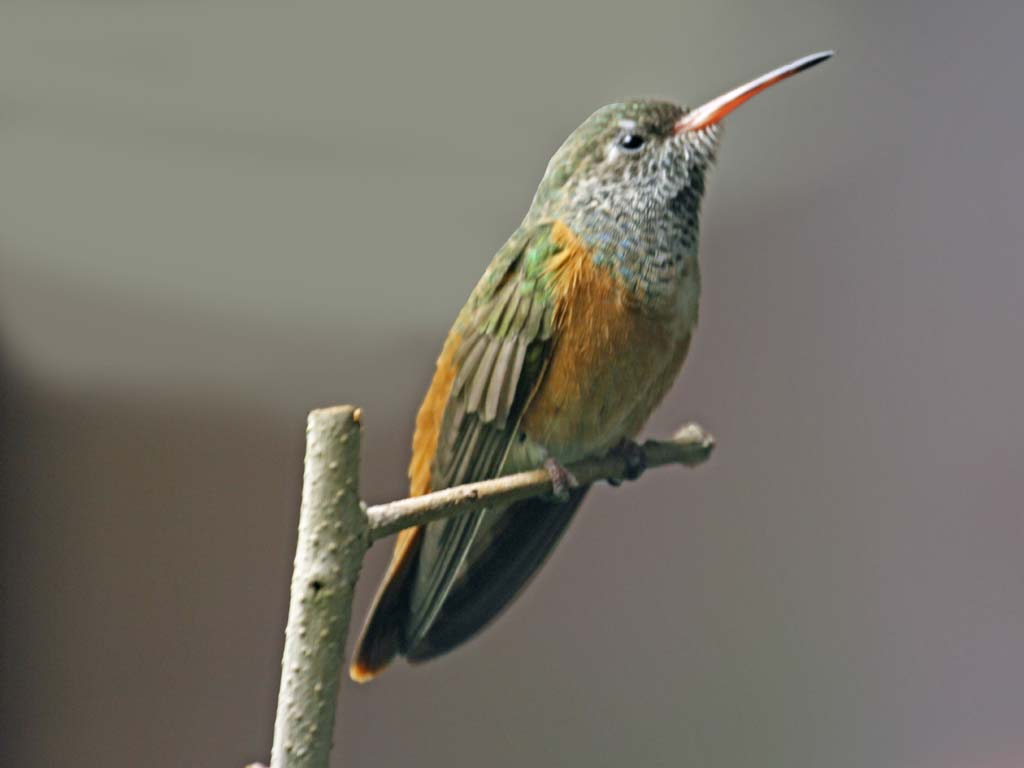
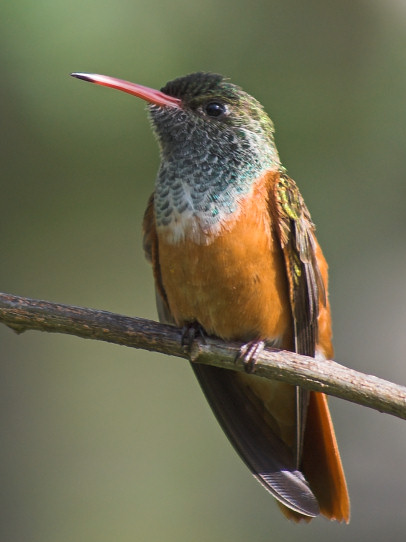